# Alina F'odorova
Alina Janivna F'odorova (in ucraino Аліна Янівна Фьодорова?; 31 luglio 1989) è una multiplista ucraina.

## Palmarès
| Anno | Manifestazione    | Sede           | Evento     | Risultato | Prestazione | Note                          |
| ---- | ----------------- | -------------- | ---------- | --------- | ----------- | ----------------------------- |
| 2007 | Europei juniores  | Kaunas         | Eptathlon  | dnf       | dnf         |                               |
| 2008 | Mondiali juniores | Bydgoszcz      | Eptathlon  | 18ª       | 5165 p.     |                               |
| 2011 | Europei under 23  | Ostrava        | Eptathlon  | 6ª        | 5896 p.     |                               |
| 2011 | Mondiali          | Taegu          | Eptathlon  | 19ª       | 5908 p.     |                               |
| 2012 | Europei           | Helsinki       | Eptathlon  | 13ª       | 5959 p.     |                               |
| 2013 | Europei indoor    | Göteborg       | Pentathlon | 8ª        | 4420 p.     |                               |
| 2014 | Mondiali indoor   | Sopot          | Pentathlon | Bronzo    | 4724 p.     | Miglior prestazione personale |
| 2014 | Europei           | Zurigo         | Eptathlon  | dnf       | dnf         |                               |
| 2015 | Europei indoor    | Praga          | Pentathlon | 7ª        | 4563 p.     |                               |
| 2015 | Mondiali          | Pechino        | Eptathlon  | 17ª       | 5978 p.     |                               |
| 2016 | Mondiali indoor   | Portland       | Pentathlon | Argento   | 4470 p.     | Miglior prestazione personale |
| 2016 | Giochi olimpici   | Rio de Janeiro | Eptathlon  | 28ª       | 5038 p.     |                               |